# Pachydissus aquilus
Pachydissus aquilus là một loài bọ cánh cứng trong họ Cerambycidae.